# Kevin Hulsmans

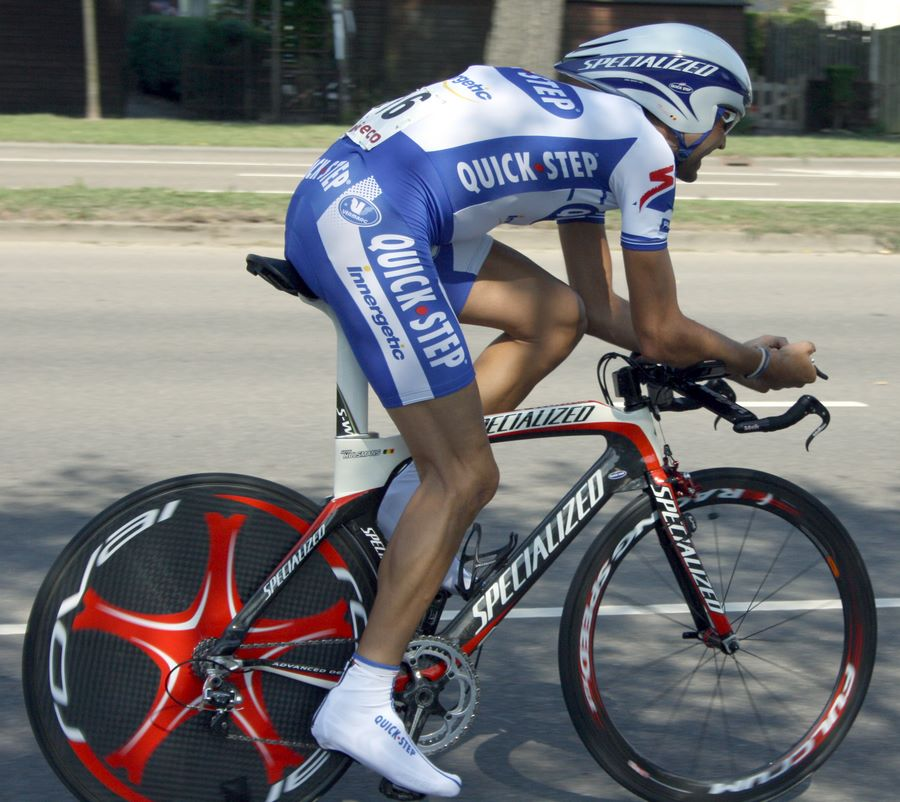
Kevin Hulsmans en el Eneco Tour de 2009

Kevin Hulsmans (Lommel, 11 de abril de 1978) es un ciclista belga.

## Biografía
Se convirtió en profesional en el Mapei en 2000, Hulsmans en su primer año profesional como profesional ganó una victoria de etapa en la Vuelta a la Baja Sajonia. En 2002, terminó sexto en la Omloop Het Volk, demostrando sus cualidades de cara a las carreras de Flandes, y ganó una etapa del Circuito Franco-Belga. En los años siguientes, juega un papel de gregario en favor de Tom Boonen, pero confirma sus cualidades en el pavimento, terminando 15º de la París-Roubaix en 2005 y séptimo de en los Tres Días de La Panne en 2007. También terminó en quinto lugar en el Premio Nacional de Clausura del mismo año.

## Palmarés
1999
- Kattekoers
- Tour de Flandes sub-23
- Omloop Het Nieuwsblad sub-23
- 1 etapa del Tríptico de las Ardenas

2000
- 1 etapa en la Vuelta a la Baja Sajonia

2002
- 1 etapa del Circuito Franco-Belga (Circuito de Houtland)

## Resultados en Grandes Vueltas y Campeonatos del Mundo
| Carrera         | Carrera         | 2000 | 2001 | 2002 | 2003 | 2004  | 2005 | 2006 | 2007  | 2008 | 2009 | 2010 | 2011 | 2012 | 2013 | 2014 | 2015 |
| --------------- | --------------- | ---- | ---- | ---- | ---- | ----- | ---- | ---- | ----- | ---- | ---- | ---- | ---- | ---- | ---- | ---- | ---- |
|                 | Giro de Italia  | —    | —    | —    | —    | —     | —    | —    | —     | —    | 98.º | —    | —    | —    | —    | —    | —    |
|                 | Tour de Francia | —    | —    | —    | —    | —     | Ab.  | —    | —     | —    | —    | —    | —    | —    | —    | —    | —    |
|                 | Vuelta a España | —    | —    | —    | —    | 104.º | —    | 95.º | 116.º | —    | —    | —    | —    | —    | —    | —    | —    |
| Mundial en Ruta | Mundial en Ruta | —    | —    | 96.º | —    | —     | —    | Ab.  | —     | —    | —    | —    | —    | —    | —    | —    | —    |

—: no participa

Ab.: abandono